# Waterloo Hawks
O Waterloo Hawks foi um time de basquetebol localizado em Waterloo, Iowa. É considerada a primeira grande franquia esportiva da história de Iowa.
Foi fundado em 1948, jogando na National Basketball League. Em 1949, a NBL foi fundida com a sua rival Basketball Association of America dando origem a National Basketball Association, sendo o Hawks transferido para a NBA. Lá, disputou sua primeira e única temporada em 1949-50, e obteve uma sequência de 19-43. Em 1951, foi movido para a National Professional Basketball League e encerrou suas atividades no mesmo ano.

## História
| Temporada            | V                    | D                    | %                    | Play-offs            | Resultado            |
| Waterloo Hawks (NBL) | Waterloo Hawks (NBL) | Waterloo Hawks (NBL) | Waterloo Hawks (NBL) | Waterloo Hawks (NBL) | Waterloo Hawks (NBL) |
| -------------------- | -------------------- | -------------------- | -------------------- | -------------------- | -------------------- |
| 1948-49              | 30                   | 32                   | .484                 | N/A                  | N/A                  |
| Waterloo Hawks (NBA) |                      |                      |                      |                      |                      |
| 1949-50              | 19                   | 43                   | .306                 | N/A                  | N/A                  |
| Waterloo Hawks (NBA) |                      |                      |                      |                      |                      |
| 1950-51              | 32                   | 24                   | .571                 | N/A                  | N/A                  |